# Ковінгтон (округ, Алабама)
Шаблон:StateAbbr_ 31°14′31″ пн. ш. 86°27′09″ зх. д. / 31.241944444444° пн. ш. 86.4525° зх. д.
 Ковінґтон (англ. Covington County) — округ (графство) у штаті Алабама. Ідентифікатор округу 01039.

## Історія
Округ утворений 1821 року.

## Демографія
За даними перепису 2000 року
загальне населення округу становило 37631 осіб, зокрема міського населення було 10526, а сільського — 27105.
Серед мешканців округу чоловіків було 17992, а жінок — 19639. В окрузі було 15640 домогосподарств, 10788 родин, які мешкали в 18578 будинках.
Середній розмір родини становив 2,9.
Віковий розподіл населення поданий у таблиці:
| Стать    | До 15 років | 15-21 | 22-29 | 30-39 | 40-49 | 50-65 | 65-85 | Понад 85 |
| -------- | ----------- | ----- | ----- | ----- | ----- | ----- | ----- | -------- |
| Чоловіки | 3720        | 1737  | 1622  | 2458  | 2643  | 3135  | 2454  | 223      |
| Жінки    | 3558        | 1731  | 1636  | 2441  | 2758  | 3452  | 3403  | 660      |

За даними перепису населення 2010 року населення округу становило 37 765 осіб. Приріст населення за 10 років склав 134 особи.

## Суміжні округи
- Батлер — північ
- Креншо — північ
- Коффі — схід
- Женіва — схід
- Волтон, Флорида — південний схід
- Окалуса, Флорида — південний захід
- Ескамбія — захід
- Конека — захід

## Виноски
1. ↑  U.S. Decennial Census. United States Census Bureau. Архів оригіналу за 26 квітня 2015. Процитовано 22 серпня 2015.
2. ↑  Historical Census Browser. University of Virginia Library. Архів оригіналу за 11 Серпня 2012. Процитовано 22 серпня 2015.
3. ↑  Forstall, Richard L., ред. (24 березня 1995). Population of Counties by Decennial Census: 1900 to 1990. United States Census Bureau. Архів оригіналу за 24 Вересня 2015. Процитовано 22 серпня 2015.
4. ↑  Census 2000 PHC-T-4. Ranking Tables for Counties: 1990 and 2000 (PDF). United States Census Bureau. 2 квітня 2001. Архів оригіналу (PDF) за 18 Грудня 2014. Процитовано 22 серпня 2015.
5. ↑  State & County QuickFacts. United States Census Bureau. Архів оригіналу за 17 травня 2014. Процитовано 16 травня 2014.(англ.) Наведено за англійською вікіпедією.
6. ↑  American FactFinder. Бюро перепису населення США. Архів оригіналу за 29 липня 2011. Процитовано 31 січня 2008.
7. ↑  Ковінґтон на сайті «Open-Public-Records». Архів оригіналу за 28 Грудня 2011. Процитовано 22 Квітня 2012. Ковінґтон на сайті «Open-Public-Records» (англ.)